# Bruno Doer
Bruno Johannes Doer (* 18. Dezember 1905 in Altdamm, Kreis Randow; † 30. Dezember 1968 in Staaken, Kreis Nauen) war ein deutscher Althistoriker.
Bruno Doers Eltern waren der Bahnarbeiter Gustav Doer und Angelika geb. Litkowski. Seine Eltern waren katholischer Konfession. 1935 heiratete er in Berlin-Lichterfelde die damalige Philosophiestudentin Ingeborg Dörschlag. Der Ehe entsprangen sieben zwischen 1935 und 1942 geborene Kinder.
Doer wurde 1937 an der Berliner Universität mit einer Arbeit zum Thema Untersuchungen zur römischen Namengebung promoviert. Seit 1955 war er als Wissenschaftlicher Oberassistent am Institut für griechisch-römische Altertumskunde der Deutschen Akademie der Wissenschaften (später der Akademie der Wissenschaften der DDR) in Berlin beschäftigt. Hier war er insbesondere mit der Herausgabe der Bibliotheca scriptorum Graecorum et Romanorum Teubneriana befasst, für die er als Mitherausgeber fungierte. Er gab unter anderem Schriften von Horaz, Apuleius, Sextus Empiricus, Tacitus, Plutarch, Cato den Älteren und Menander heraus und bearbeitete die Ausgabe der Hellenica Oxyrhynchia von Vittorio Bartoletti. Daneben lehrte er als Dozent Alte Geschichte an der Humboldt-Universität. Doer beschäftigte sich vor allem mit der Kulturgeschichte, aber auch dem frühen Christentum. 1966 veröffentlichte er eine überarbeitete Neuauflage von Ludwig Deubners Attische Feste, 1960 schon die 6. Auflage von Eduard Nordens Die römische Literatur.

## Schriften
Neben den Herausgaben antiker Autoren, anderen überarbeiteten Neuausgaben von Werken anderer Autoren und unselbstständigen Schriften wie Aufsätzen in Zeitschriften wie Das Altertum, der Theologischen Literaturzeitung oder in Helikon verfasste Doer:
- Die römische Namengebung. Ein historischer Versuch. Kohlhammer, Stuttgart 1937.